# The DeBarges
Albums de The DeBarges
All This Love
(1982)
The DeBarges est le premier album studio de DeBarge (sous le nom The DeBarges), sorti le 6 avril 1981.

## Liste des titres
| 1. | What's Your Name          | Bobby DeBarge, Bunny DeBarge, El DeBarge | 4:35 |
| 2. | Dance the Night Away      | Mark DeBarge, Randy DeBarge              | 4:50 |
| 3. | You're So Gentle, So Kind | Bunny DeBarge, El DeBarge                | 4:40 |
| 4. | Queen of My Heart         | El DeBarge                               | 3:49 |

| 1. | Hesitated               | Bunny DeBarge, El DeBarge, Mark DeBarge, Randy DeBarge | 3:42 |
| 2. | Saving Up (All My Love) | Bill Gable, Jon Lind                                   | 4:16 |
| 3. | Share My World          | Bunny DeBarge, El DeBarge                              | 5:39 |
| 4. | Strange Romance         | Joe Blocker, Reggie Andrews                            | 5:00 |

## Personnel

### The DeBarges
- Bunny DeBarge : chant, chœurs
- El DeBarge : piano électrique, chant, chœurs
- Bobby DeBarge : claviers, chant, chœurs
- Randy DeBarge : basse, chant, chœurs
- Mark DeBarge : Percussions, chant, chœurs

### Musiciens additionnels
- Larry Von Nash, Reggie Andrews : claviers
- Michael Boddicker, Todd Cochran : programmation des synthétiseurs
- Charles Fearing, Paul Jackson, Jr. : guitares
- Eddie Watkins, Nathan East : basse
- Harvey Mason, Leon "Ndugu" Chancler, Ollie E. Brown : batterie